# Serhij Volodymyrovyč Loznycja
Serhij Volodymyrovyč Loznycja (in ucraino Сергій Володимирович Лозниця?; Baranavičy, 5 settembre 1964) è un regista ucraino, solitamente traslitterato come Sergei Loznitsa.

## Biografia
Nato nel 1964 a Baranavičy, nella Repubblica Socialista Sovietica Bielorussa, la sua famiglia si trasferisce poi a Kiev, dove Loznycja ha finito le superiori. Nel 1987 si laurea in ingegneria e matematica al Politecnico di Kiev, lavorando dal 1987 al 1991 all'Istituto di cibernetica e anche come traduttore dal giapponese. Durante questo periodo, matura un interesse per il cinema che lo spinge a tentare l'ingresso alla VGIK di Mosca: ammesso nel 1991, studia regia e produzione cinematografica sotto la cineasta Nana Džordžadze, laureandosi nel 1997 col massimo dei voti.

### Carriera
Prima del 2000 lavora come regista di film-documentari a San Pietroburgo.
Serhij Loznycja ha diretto 22 documentari e 4 lungometraggi acclamati a livello internazionale.
Nel 2010 il suo film My Joy viene selezionato per partecipare in concorso al Festival di Cannes 2010. Vince il Premio FIPRESCI. Anche nel 2012 compete per la Palma d'oro al Festival di Cannes 2012 con Anime nella nebbia. Ottiene la nomination agli European Film Awards 2013 nella categoria "miglior cortometraggio".
Tra i suoi documentari vi sono Maidan (proiettato fuori concorso al Festival di Cannes 2014), Ponts de Sarajevo (collaborativo), Northern Light e Austerlitz (presentato fuori concorso alla Mostra del Cinema di Venezia 2016).
Nel 2018 Serhij Loznycja ha partecipato al Festival di Cannes nella sezione Un Certain Regard con il film Donbass per il quale è stato premiato come miglior regista. Sempre nello stesso anno Loznitsa ha presentato in anteprima alla Biennale di Venezia Protsess (Processi) film documentario che ricostruisce attraverso le cronache d'archivio il processo svolto dal governo sovietico nel 1930 contro un gruppo di economisti e ingegneri di alto rango. Segue nel 2019 il documentario Gosudarstvennyye Pokhorony (Funerali di Stato) presentato fuori concorso alla 76ª Biennale di Venezia. Realizzato con filmati d'archivio per lo più inediti, il film presenta il funerale di Stato di Joseph Stalin come il culmine del culto della personalità del dittatore. Infine, alla 74ª edizione del Festival di Cannes Serhij Loznycja si è distinto con il suo ultimo lavoro Babij Jar. Kontekst. Basato interamente su filmati d'archivio, il film ricostruisce gli eventi che portarono al massacro di 33 771 ebrei nella Kiev occupata dai tedeschi nel settembre 1941 e le conseguenze della tragedia.

### Nazionalità
Pur vivendo con la sua famiglia in Germania dal 2001, possiede la cittadinanza ucraina. Nel 2010, si è definito «un regista di documentari russo», mentre nel 2014 ha dichiarato che la questione se sia bielorusso, ucraino o russo non è importante per lui e se qualcuno lo definisse, ad esempio, ucraino, lui non lo contraddirebbe.
Tutti i suoi film, ad eccezione del documentario Majdan, sono girati in russo: nel 2018 ha criticato la scelta di doppiare in ucraino il suo film Donbass per la distribuzione nazionale come "bizzarra [...] dato che tutti capiscono benissimo il russo".

### Prese di posizione politiche
Il 28 febbraio 2022, ha abbandonato l'European Film Academy (EFA) in risposta a un comunicato di quest'ultima riguardante l'invasione russa dell'Ucraina del 2022 che, secondo Loznycja, pur offrendo solidarietà all'Ucraina, era superficiale e di circostanza. In seguito all'annuncio, il 1º marzo seguente, che l'EFA avrebbe escluso i film di produzione russa dagli European Film Awards, Loznycja ha sostenuto che "molti amici e colleghi, cineasti russi, hanno preso posizione contro questa folle guerra, sono anche loro vittime di quest'aggressione [...] bisognerebbe giudicare le persone in base alle loro azioni e non al loro passaporto."
Il 19 marzo, è stato annunciato che Loznycja era stato espulso dall'Accademia del cinema ucraino per la sua opposizione al boicottaggio dell'industria culturale russa e per altre posizioni «eticamente contrarie ai principi dell'Accademia», tra cui l'aver «ripetutamente sottolineato il suo considerarsi un cosmopolita, un "cittadino del mondo". Tuttavia, ora, mentre l'Ucraina lotta per difendere la sua indipendenza, il cardine della retorica di ogni ucraino dovrebbe essere la sua identità nazionale». Loznycja ha dichiarato di essere rimasto «sbalordito nel leggere della decisione dell'Accademia di espellermi in quanto "cosmopolita", un termine che ha acquisito una connotazione negativa solamente nella propaganda sovietica di tarda epoca stalinista, dall'inizio della campagna antisemita scatenata da Stalin tra il 1948 e il 1953», definendo inoltre l'accento messo dall'Accademia sull'identità nazionale «nazista» e un «regalo ai propagandisti del Cremlino».

## Filmografia

### Lungometraggi

#### Fiction
- Sčast'e moë (2010)
- Anime nella nebbia (V tumane) (2012)
- Réflexions, episodio de I ponti di Sarajevo (Les Ponts de Sarajevo) (2014)
- Krotkaja (2017)
- Donbass (2018)
- Dva prokurora (2025)

#### Documentari
- Poselennja (2001)
- Pejzaž (2003)
- Blokada (2006)
- Predstavlennja (2008)
- Sweet Sixties (2008)
- Severnyj svet (2008)
- Majdan (2014)
- Sobytie (2015)
- Austerlitz (2016)
- Victory Day (2018)
- The Trial (2018)
- State Funeral (2019)
- Babij Jar. Kontekst (2021)
- Mr. Landsbergis (2021)
- The Natural History of Destruction (2022)
- The Kiev Trial (2022)
- The Invasion (2024)

## Riconoscimenti
- Festival di Cannes
  - 2010 – In concorso per la Palma d'oro per Sčast'e moë
  - 2010 – In concorso per la Caméra d'or per Sčast'e moë
  - 2012 – Premio FIPRESCI (Concorso) per Anime nella nebbia
  - 2012 – In concorso per la Palma d'oro per Anime nella nebbia
  - 2017 – In concorso per la Palma d'oro per Krotkaja
  - 2018 – Miglior regia (Un Certain Regard) per Donbass
  - 2018 – In concorso per il premio Un Certain Regard per Donbass
  - 2021 – Menzione speciale all'L'Œil d'or per Babij Jar. Kontekst
- European Film Awards
  - 2013 – Candidatura al miglior cortometraggio per Pismo
  - 2017 – Candidatura al miglior documentario per Austerlitz
  - 2021 – Candidatura al miglior documentario per Babij Jar. Kontekst